# Psyra szetschwana
Psyra szetschwana là một loài bướm đêm trong họ Geometridae.